# Thom Evans

a Compétitions nationales et continentales officielles uniquement.

b Matchs officiels uniquement.
Thom Henry Evans, né le 2 avril 1985 à Harare (Zimbabwe), est un ancien joueur de rugby à XV international écossais. Il évoluait au poste d'arrière ou d'ailier pour les Glasgow Warriors dans la Celtic League. Son frère, Max, a également joué aux Glasgow Warriors, au poste de trois-quarts centre et en équipe nationale.

## Carrière

### En club
Il a participé à trois matchs de coupe d'Europe de rugby entre 2007 et 2008. Il crée la sensation et marque les esprits avec Glasgow en battant les favoris du Stade toulousain à Toulouse lors des phases de poule de la Coupe d'Europe avec un essai de son frère Max. Ils sont considérés comme les futures stars du rugby écossais. Il a posé dans Les Dieux du stade (calendrier) 2010. Il est également connu pour avoir été chanteur dans les boys band Twen2y4Se7en.

### En équipe nationale
Il a connu les sélections de jeunes avec l'équipe d'Angleterre des moins de 16, 18 et 21 ans. Il a été sélectionné en rugby à sept à la fois avec l'Angleterre et avec l'Écosse. Il a joué avec l'Écosse A avant d'intégrer le groupe retenu pour l'équipe d'Écosse, pour le tournoi des six nations 2008. Il connaît sa première cape le 7 juin 2008 contre l'Argentine. En 2009, il joue le tournoi avec son frère et inscrit l'unique essai de sa carrière en sélection au stade de France face aux bleus. Il annonce cependant la fin de sa carrière le 1er juillet 2010, à l'âge de 25 ans, contraint par une opération subie à la colonne vertébrale à la suite d'un choc avec le Gallois Lee Byrne lors du tournoi des VI nations 2010.

## Statistiques en équipe nationale
- 10 sélections
- 5 points (1 essai)
- Sélections par années : 3 en 2008, 5 en 2009, 2 en 2010
- Tournois des Six Nations disputés : 2009, 2010